# 원주시 을 (1996년 선거구)
원주시 을은 대한민국의 옛 국회의원 선거구이다. 당시 강원도 원주시 일부 지역을 관할했다.

## 역사
1995년 1월, 원주시와 원주군이 통합되면서 통합 원주시가 신설되었다. 이에 제15대 국회의원 선거를 앞두고 통합 원주시 지역의 선거구가 갑, 을로 분구되면서 신설되었다.
제16대 국회의원 선거를 앞두고 원주시 갑, 을 선거구가 원주시 단일 선거구로 통합되면서 폐지되었다.

## 역대 국회의원
| 선거   | 정당 | 정당     | 의원   |
| ------ | ---- | -------- | ------ |
| 1996년 |      | 신한국당 | 김영진 |

## 역대 선거 결과

### 대한민국 제15대 국회의원 선거
|  | 44.59% |

|  | 27.71% |

|  | 9.50% |

|  | 8.71% |

|  | 6.56% |

|  | 1.64% |

|  | 1.25% |